# توپولف ای‌ان‌تی-۲۲

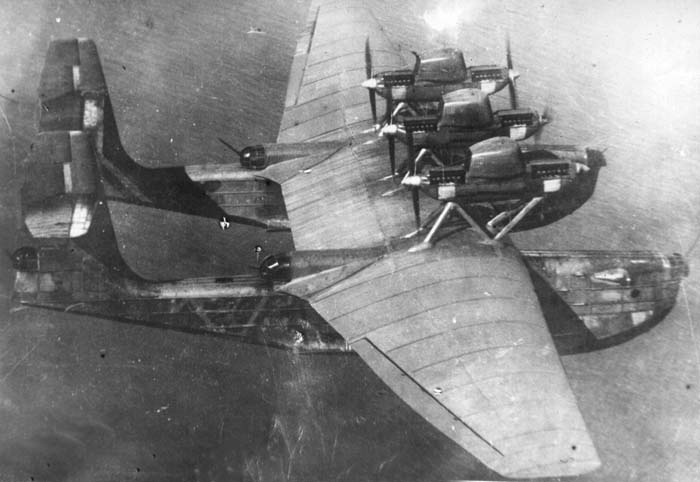
توپولف ای‌ان‌تی-۲۲

توپولف ای‌ان‌تی-۲۲ (به انگلیسی: Tupolev ANT-22) یک هواگرد ساختِ کارخانهٔ توپولف در کشور اتحاد جماهیر سوسیالیستی شوروی است. این هواگرد برای نخستین بار در ۱۹۳۴ میلادی مورد استفاده قرار گرفت.